# Anschwemmung
Als Anschwemmung wird in den Geowissenschaften die Ablagerung feiner Sedimente durch Richtungs- oder Strömungsänderung von Flüssen bezeichnet. Sie erfolgt vornehmlich am sogenannten Gleithang, dem kurveninneren Ufer im Strömungsschatten des Flusses. Das Material, in dem meist auch etwas Erde bzw. Humus enthalten ist, wird vom Wasser bei rascher Strömung transportiert und kann sich bei deren Nachlassen an flachen Uferstellen durch Sedimentation absetzen.
Eine Anschwemmungsküste, nicht mit Abrasionsvorgängen zu verwechseln, entsteht durch abgelagerte Sedimentfracht aus Meeresbewegungen.
Die Ablagerung von Schlamm, der aus noch feineren Teilchen besteht und fast stehendes Wasser erfordert, wird hingegen im Begriff nicht inkludiert, während die Bildung von Sand- und Schotterbänken auch durch Verwirbelung (oder absichtlich) durch Buhnen gefördert wird. Bei Hochwasser wird auch die Anlagerung von Geröll, entwurzelter Bäume und Totholz als Anschwemmung bezeichnet. Sie kann Engstellen in Bächen und Flüssen verstopfen oder an Brückenpfeilern die Konstruktion gefährden. Beim Holzschwemmen war früher die Entfernung von verkeiltem Holz aus Klausen eine große Gefahr für die Holzarbeiter. Als Wechsel von Ab- und Anschwemmung kann auch die Bodenerosion wirken, insbesondere von tief geackerten Böden bei intensivierter Landwirtschaft. Langanhaltende Niederschläge, Wind oder Starkregen lagern die humosen Bodenanteile dann talabwärts in oft mächtigen Lagen ab, die sich später zu Kolluvisol-Böden entwickeln.
Angespülte Chemikalien oder Öle, zum Beispiel nach der Haverie einer Öltankers, können außerdem die Küste verschmutzen und für vorbeikommende Personen ein Gesundheitsrisiko darstellen.